# Piotr Borys
Piotr Borys (ur. 11 stycznia 1976 w Bolesławcu) – polski polityk i samorządowiec, członek zarządu i wicemarszałek województwa dolnośląskiego, poseł do Parlamentu Europejskiego VII kadencji, poseł na Sejm IX i X kadencji, od 2023 sekretarz stanu w Ministerstwie Sportu i Turystyki.

## Życiorys
W 2001 ukończył studia na Wydziale Prawa i Administracji Uniwersytetu Wrocławskiego. Początkowo pracował w Agencji Rozwoju Regionalnego „Arleg” w Legnicy, od 2003 do 2006 kierował spółką akcyjną Aquapark Polkowice. W latach 1998–2002 zasiadał w radzie miasta Lubin, krótko pełniąc funkcję w zarządzie miasta.
W 2002 kandydował na radnego Sejmiku Województwa Dolnośląskiego z listy komitetu Unia Samorządowa, mandat objął jeszcze w 2002 w miejsce Emiliana Stańczyszyna. W 2006 został wybrany na kolejną kadencję. Pełnił funkcję wiceprzewodniczącego sejmiku, w latach 2003–2004 i 2006–2008 był członkiem zarządu województwa, w marcu 2008 przeszedł na stanowisko wicemarszałka.
Należał do Unii Wolności i Partii Demokratycznej. W 2006 przeszedł do Platformy Obywatelskiej. Z listy UW w 2001 bez powodzenia kandydował do Sejmu i w 2004 do PE, a w 2005 z listy PD ponownie do Sejmu. Z listy PO w 2009 w okręgu dolnośląsko-opolskim uzyskał mandat eurodeputowanego VII kadencji. W Parlamencie Europejskim został członkiem delegacji do spraw stosunków z Afganistanem, delegacji do spraw stosunków z Azją Centralną, Komisji Prawnej oraz Komisji Kultury i Edukacji, jak również członkiem grupy Europejskiej Partii Ludowej. W 2014 nie ubiegał się o reelekcję, natomiast w 2015 był kandydatem PO do Senatu.
W 2018 powrócił w skład sejmiku dolnośląskiego. W wyborach w 2019 z ramienia Koalicji Obywatelskiej uzyskał mandat posła IX kadencji w okręgu legnickim, otrzymując 35 034 głosy. W wyborach w 2023 z powodzeniem ubiegał się o reelekcję (dostał 44 912 głosów). W grudniu 2023 powołany na stanowisko sekretarza stanu w Ministerstwie Sportu i Turystyki. W 2024 bez powodzenia ubiegał się o prezydenturę Lubina.

## Wyniki wyborcze
| Wybory | Komitet wyborczy                  | Komitet wyborczy                           | Organ                                          | Okręg                    | Wynik           |
| ------ | --------------------------------- | ------------------------------------------ | ---------------------------------------------- | ------------------------ | --------------- |
| 1998   |                                   | Lubin – Twoim Miastem                      | Rada Miejska w Lubinie III kadencji            | nr 3                     | 431 (12,11%)    |
| 2001   |                                   | Unia Wolności                              | Sejm IV kadencji                               | nr 1                     | 979 (0,30%)     |
| 2002   |                                   | Unia Samorządowa                           | Sejmik Województwa Dolnośląskiego II kadencji  | nr 5                     | 4477 (3,21%)    |
| 2004   |                                   | Unia Wolności                              | Parlament Europejski VI kadencji               | nr 12                    | 8108 (1,37%)    |
| 2005   |                                   | Partia Demokratyczna – demokraci.pl        | Sejm V kadencji                                | nr 1                     | 4189 (1,48%)    |
| 2006   |                                   | Platforma Obywatelska                      | Sejmik Województwa Dolnośląskiego III kadencji | nr 5                     | 17 860 (10,72%) |
| 2009   | Parlament Europejski VII kadencji | Platforma Obywatelska                      | nr 12                                          | 35 504 (5,01%)           |                 |
| 2015   | Senat IX kadencji                 | Platforma Obywatelska                      | nr 3                                           | 54 640 (34,70%)          |                 |
| 2018   |                                   | Koalicja Obywatelska                       | Sejmik Województwa Dolnośląskiego VI kadencji  | nr 5                     | 26 697 (13,57%) |
| 2019   | Sejm IX kadencji                  | Koalicja Obywatelska                       | nr 1                                           | 35 064 (8,11%)           |                 |
| 2023   | Sejm X kadencji                   | Koalicja Obywatelska                       | nr 1                                           | 44 912 (8,95%)           |                 |
| 2024   |                                   | KWW Obywatelski Lubin KO PL2050 PSL Lewica | Prezydenta Miasta Lubina                       | Prezydenta Miasta Lubina | 26 697 (13,57%) |

## Odznaczenia
- Biały Krzyż „Honor et Gloria” – Ukraina, 2023[15]